# Макфадден, Пэт
Патрик Боско Макфадден (англ. Patrick Bosco McFadden; род. 26 марта 1965, Пейсли, Ренфрушир) — британский политик, член Лейбористской партии. Канцлер герцогства Ланкастерского (с 2024), младший министр предпринимательства, инноваций и профессионального образования (2009—2010).

## Биография
Родители Патрика Макфаддена — Джимми Ден Макфадден и Энни (Купер) Галлахер в 1951 году переехали из ирландской части Ольстера в Шотландию, где отец работал подёнщиком, а мать — в муниципальном детском интернате. В 1988 году Пэт Макфадден получил степень магистра искусств по политологии в Эдинбургском университете и начал работать в аппарате Дональда Дьюара, который тогда являлся депутатом парламента Великобритании. В 1993 году стал спичрайтером и политическим советником лидера Лейбористской партии Джона Смита, а после его смерти в 1994 году — его преемника Тони Блэра. После победы лейбористов на парламентских выборах 1997 года работал в аппарате премьер-министра Блэра, в том числе занимал должность заместителя главы администрации. В 2005 году избран в Палату общин Великобритании.
5 июня 2009 года назначен младшим министром предпринимательства, инноваций и профессионального образования в новом Министерстве предпринимательства, инноваций и ремёсел правительства Гордона Брауна.
В мае 2010 года лейбористы потерпели поражение на парламентских выборах. Гордон Браун ушёл в отставку, а его заместитель Харриет Харман сформировала временное теневое правительство до выборов нового лидера в партии, в котором многие министры ушедшего Кабинета стали теневыми министрами прежнего профиля — в частности, Макфадден стал теневым министром предпринимательства. В октябре 2010 года сформировано теневое правительство Эда Милибэнда, в котором Макфадден не получил никакого назначения.
29 ноября 2021 года вошёл в теневое правительство Кира Стармера, получив должность теневого главного секретаря Казначейства.
4 сентября 2023 года в ходе серии кадровых перестановок в теневом кабинете назначен теневым канцлером герцогства Ланкастерского и национальным координатором избирательных кампаний лейбористов.
5 июля 2024 года получил портфель канцлера герцогства Ланкастерского в лейбористском правительстве Стармера, сформированном после поражения консерваторов на парламентских выборах.